# Campionato africano femminile di pallacanestro 1993
Il 12º Campionato africano femminile di pallacanestro FIBA (noto anche come FIBA AfroBasket Women 1993) si è svolto in Senegal dal 18 al 28 dicembre 1993.
I Campionati africani femminili di pallacanestro sono una manifestazione biennale tra le squadre nazionali, organizzata dalla FIBA Africa. Vincitore della manifestazione fu la squadra del Senegal.

## Squadre partecipanti
Gruppo A
- Senegal
- Kenya
- Costa d'Avorio
- Mali

Gruppo B
- Zaire
- Mozambico
- Angola
- Sudafrica
- Rep. del Congo

## Turno preliminare

### Gruppo A
| Squadra        | G | V | P | PF  | PS  | DP   | P.ti |
| -------------- | - | - | - | --- | --- | ---- | ---- |
| Senegal        | 3 | 3 | 0 | 233 | 113 | +120 | 6    |
| Kenya          | 3 | 2 | 1 | 165 | 154 | +11  | 5    |
| Costa d'Avorio | 3 | 1 | 2 | 144 | 223 | −79  | 4    |
| Mali           | 3 | 0 | 3 | 147 | 199 | −52  | 3    |

### Gruppo B
| Squadra        | G | V | P | PF  | PS  | DP   | P.ti |
| -------------- | - | - | - | --- | --- | ---- | ---- |
| Zaire          | 4 | 4 | 0 | 288 | 175 | +113 | 8    |
| Mozambico      | 4 | 2 | 2 | 293 | 251 | +42  | 6    |
| Angola         | 4 | 2 | 2 | 265 | 245 | +20  | 6    |
| Sudafrica      | 4 | 2 | 2 | 237 | 277 | −40  | 6    |
| Rep. del Congo | 4 | 0 | 4 | 198 | 333 | −135 | 4    |

## Fase finale

### Primo-Quarto posto
|  | Semifinali | Semifinali | Semifinali |       |         | Finale          | Finale          | Finale          |  |
|  |            |            |            |       |         |                 |                 |                 |  |
|  | Senegal    | Senegal    | 72         |       |         |                 |                 |                 |  |
|  | Senegal    | Senegal    | 72         |       |         |                 |                 |                 |  |
|  | Mozambico  | Mozambico  | 36         |       |         |                 |                 |                 |  |
|  | Mozambico  | Mozambico  | 36         |       | Senegal | Senegal         | 89              |                 |  |
|  |            |            |            |       | Senegal | Senegal         | 89              |                 |  |
|  |            |            | Kenya      | Kenya | 43      |                 |                 |                 |  |
|  | Kenya      | Kenya      | Kenya      | Kenya | 43      | 64              |                 |                 |  |
|  | Kenya      | Kenya      |            |       |         | 64              |                 |                 |  |
|  | Zaire      | Zaire      | 53         |       |         | Finale 3º posto | Finale 3º posto | Finale 3º posto |  |
|  | Zaire      | Zaire      | 53         |       |         |                 |                 |                 |  |
|  |            |            |            |       |         |                 |                 |                 |  |
|  |            |            |            |       |         | Zaire           | Zaire           | 57              |  |
|  |            |            |            |       |         | Zaire           | Zaire           | 57              |  |
|  |            |            |            |       |         | Mozambico       | Mozambico       | 63              |  |

### Quinto-Sesto posto
|  | Finale         |                |    |  |
|  |                |                |    |  |
|  | Angola         | Angola         | 56 |  |
|  | Costa d'Avorio | Costa d'Avorio | 67 |  |

### Settimo-Ottavo posto
|  | Finale    |           |    |  |
|  |           |           |    |  |
|  | Sudafrica | Sudafrica | 62 |  |
|  | Mali      | Mali      | 77 |  |

## Classifica finale
| Posizione | Squadra        | Risultati |
| --------- | -------------- | --------- |
| 1         | Senegal        | 5-0       |
| 2         | Kenya          | 3-2       |
| 3         | Mozambico      | 3-3       |
| 4         | Zaire          | 4-2       |
| 5         | Costa d'Avorio | 2-2       |
| 6         | Angola         | 2-3       |
| 7         | Mali           | 1-3       |
| 8         | Sudafrica      | 2-3       |
| 9         | Rep. del Congo | 0-4       |